# Domenico Bruni (pittore)
Domenico Bruni (Brescia, 1591 – Brescia, 21 aprile 1666) è stato un pittore italiano.

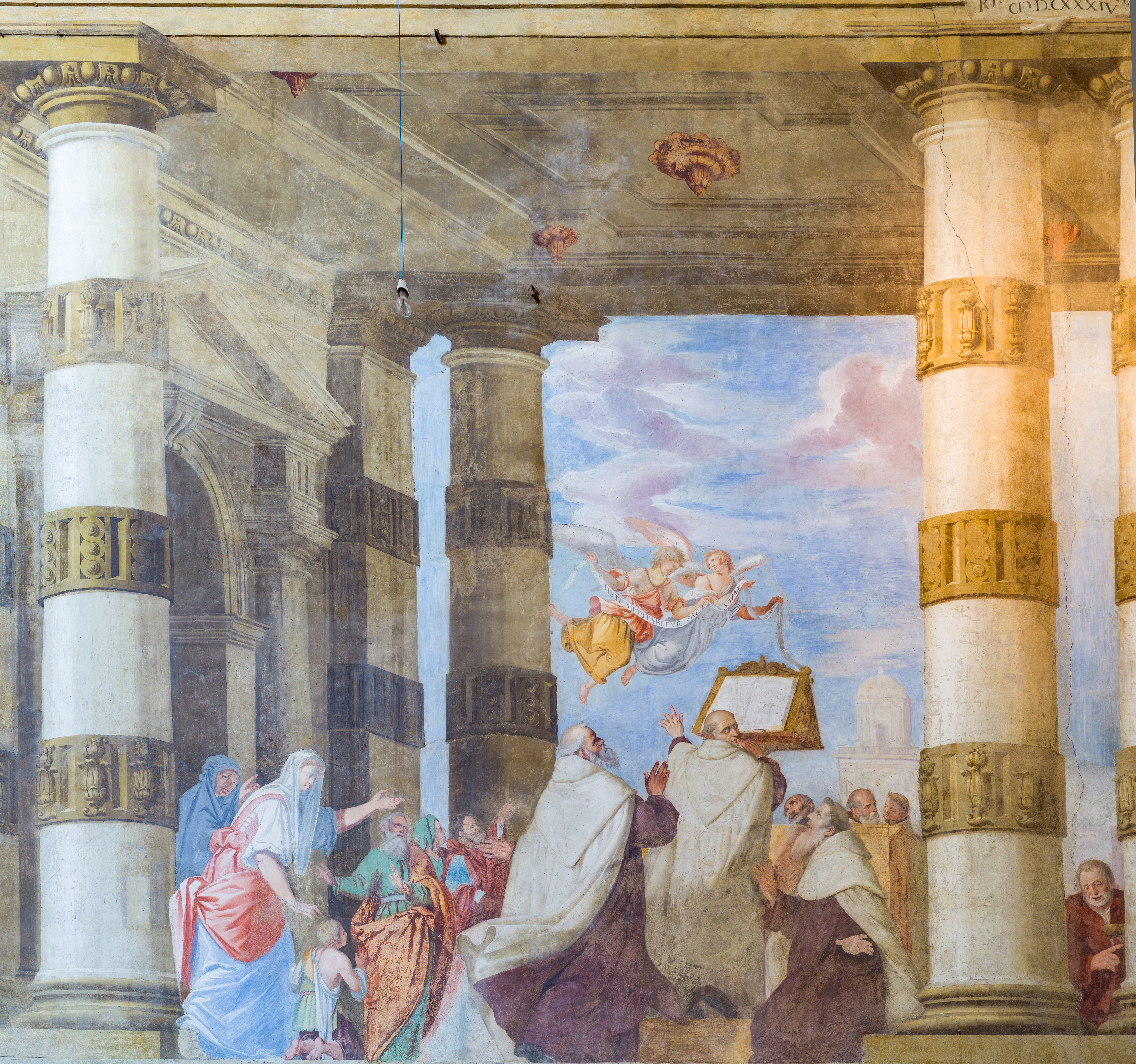
Trompe-l'œil di Domenico Bruni del coro della Chiesa di chiesa di Santa Maria del Carmine a Brescia.

Secondo Carlo Ridolfi, suo contemporaneo, fu allievo di Tommaso Sandrino e collaboratore di Giacomo Pedrali. I suoi lavori, conservati nella città natale e in Veneto, mostrano legami con la tradizione accademico-emiliana.
Citando inoltre Brandolese ne: "del genio de' lendinaresi per la pittura", capiamo che è un artista prospettico e manierista.

## Opere

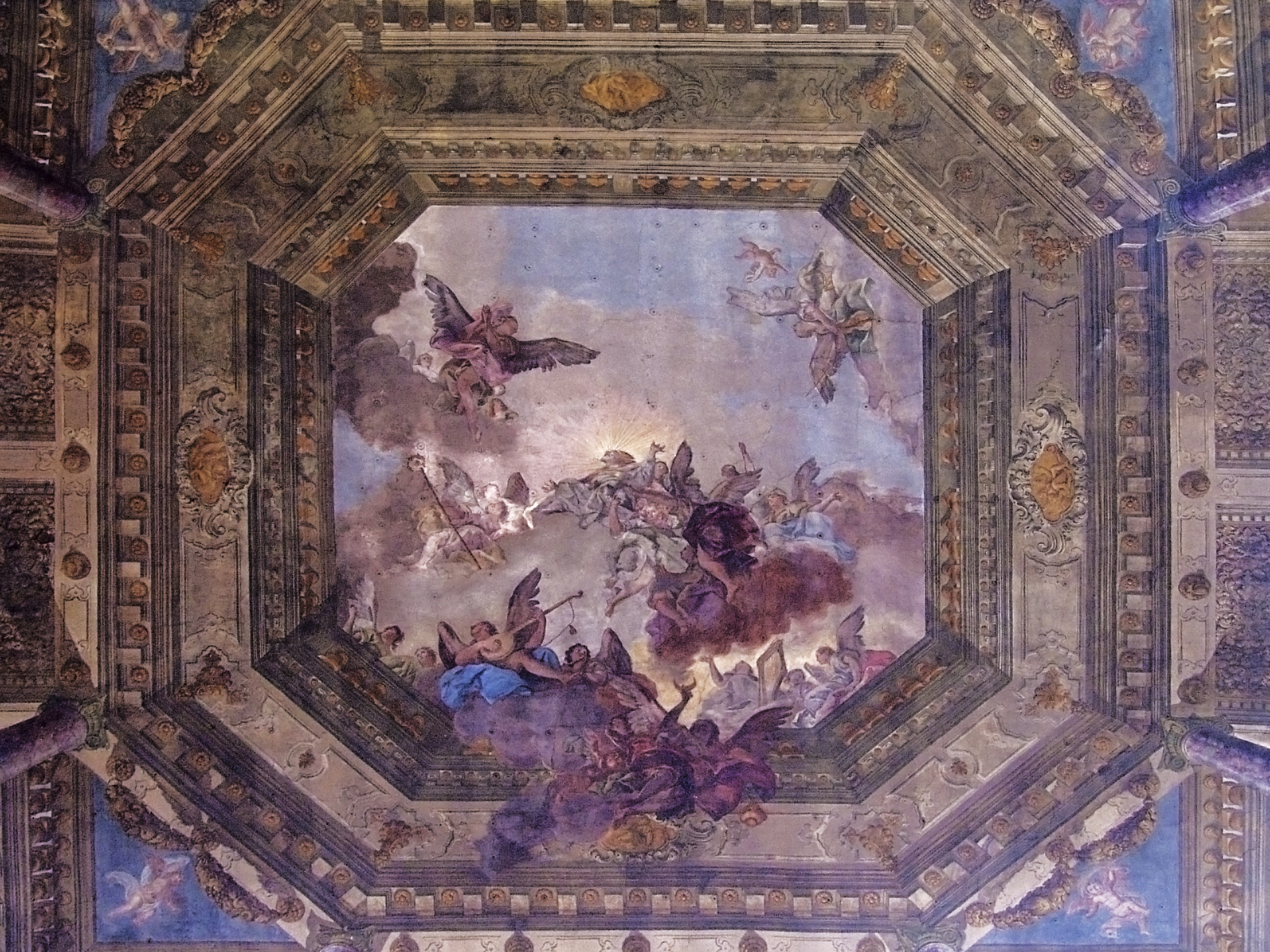
L'affresco del soffitto centrale della chiesa di San Martino a Venezia

- Affreschi con prospettive del coro della chiesa di Santa Maria del Carmine a Brescia (1634)
- Affreschi del palazzo Piovene a Vicenza (1651, perduti)
- Affreschi di villa Negrelli a Stra (1652)
- Affreschi del soffitto della chiesa di San Martino a Venezia (non datati)
- Affreschi del soffitto della chiesa di San Luca a Venezia (non datati, perduti nel XIX secolo)
- Affreschi della casa Orboni a Rovigo

Nelle fonti vengono citate altre opere che però non sono state identificate (tribuna di San Nicolò da Tolentino, soffitto di una sala in Palazzo Ducale, ville della terraferma).